# George Folingsby

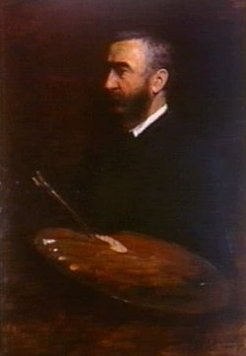
John Longstaff: Porträt G. F. Folingsby

George Frederick Folingsby (* 23. August 1828 in Wicklow, Irland; † 4. Januar 1891 in Melbourne) war ein irisch-australischer Maler und Kunstprofessor.

## Leben

### Jugend und Studium

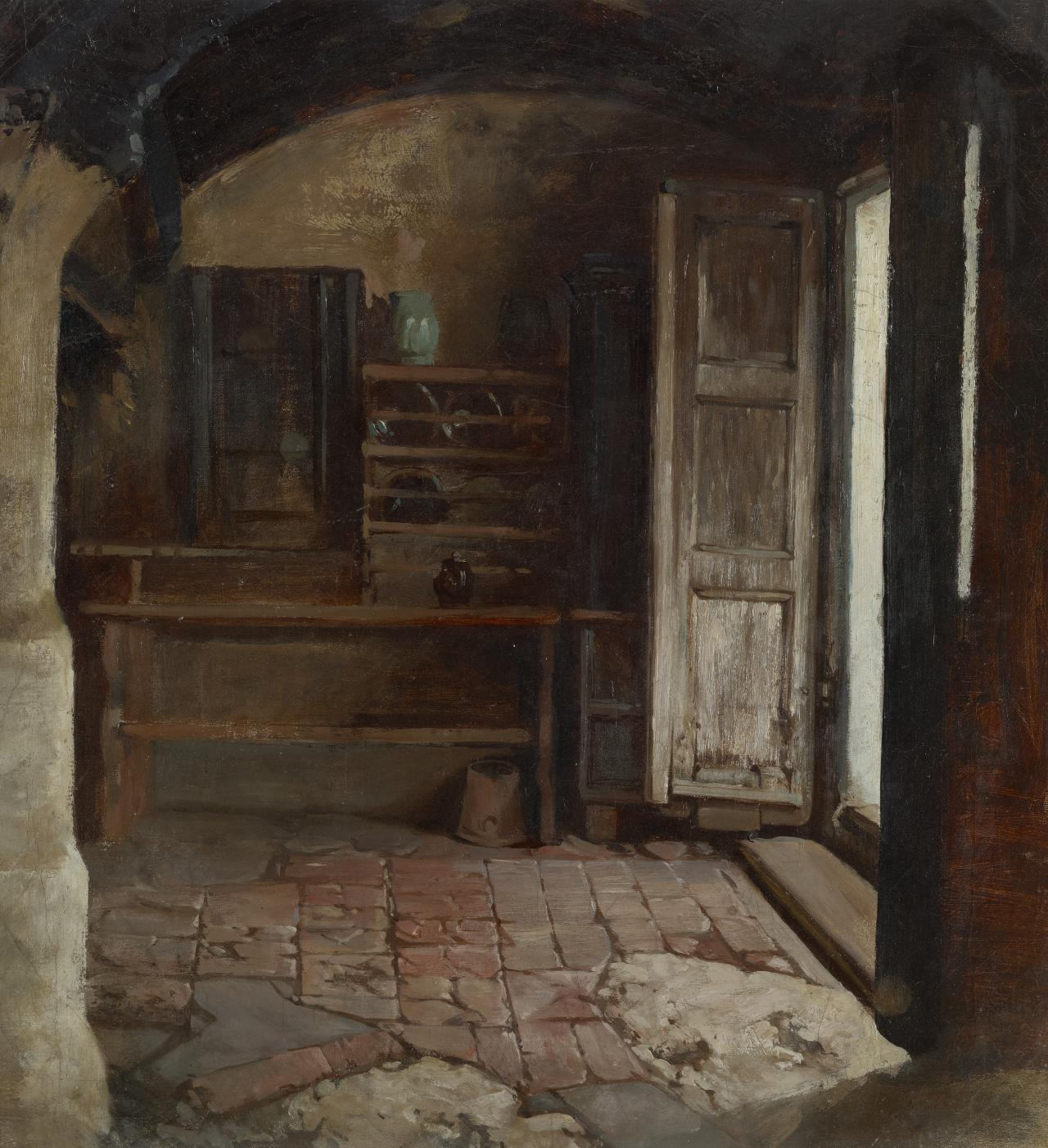
Küche im alten Schloss, Hohenaschau, rückseitig vom Künstler mit Bleistift beschriftet: Kitchen Old Castle Hohenschaw - Where M Luther was hid - for a trial No 3.

George Folingsby wurde 1828 in der Grafschaft Wicklow in Irland geboren. Mit 18 Jahren ging er nach New York, wo er die National Academy of Design besuchte und als Illustrator für Harper’s Magazine und das Illustrated Magazine of Art arbeitete. Nach ausgedehnten Reisen studierte er 1852 bis 1854 Zeichnung an der Münchner Akademie und war kurzzeitig Schüler von Thomas Couture in Paris. Nach seiner Rückkehr nach München verbrachte er ab 1863 fünf Jahre bei Karl von Piloty (1826–1886), der großen Einfluss auf seinen Stil und seine Technik hatte. Ende der 1860er Jahre heiratete er die deutsche Malerin Clara Wagner. Im Jahr 1869 wurde die gemeinsame Tochter Eleanor Clara geboren, kurz darauf. Um 1873 starb seine Frau.
George Folingsby blieb in München, etablierte sich als Historien- und Porträtmaler und stellte unter anderem in London und Belfast aus. In Wien (1873) und Philadelphia (1876) wurde er mit Medaillen für Historienmalerei ausgezeichnet. Einige Reproduktionen erschienen in der Illustrated London News und im Graphic. Zu seinen Hauptwerken gehören The First Lesson, das 1869 in der Royal Academy in London ausgestellt wurde, und 1871 Lady Jane Greys Sieg über Bischof Gardiner.

### Australien

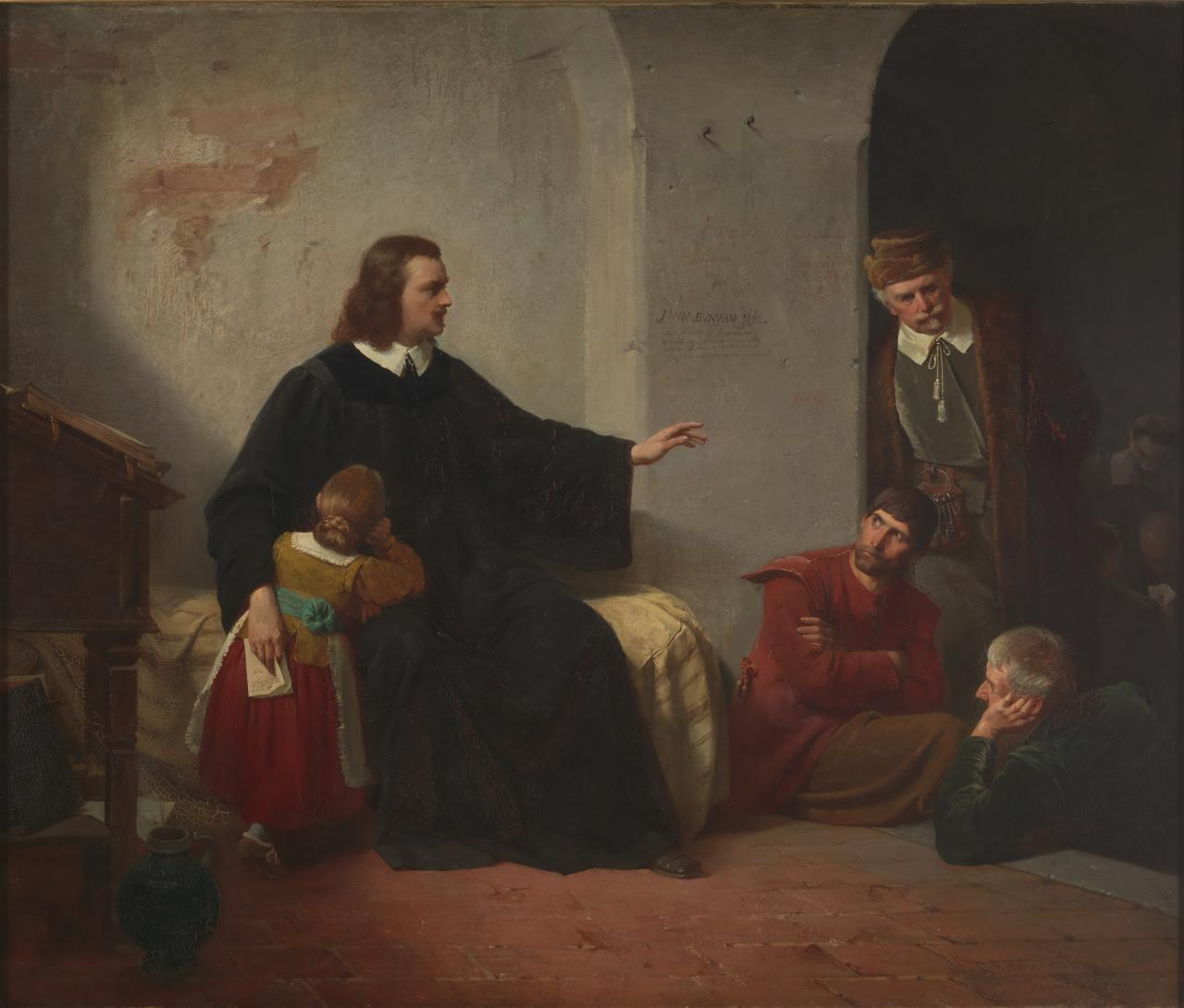
Bunyan im Gefängnis, 1864

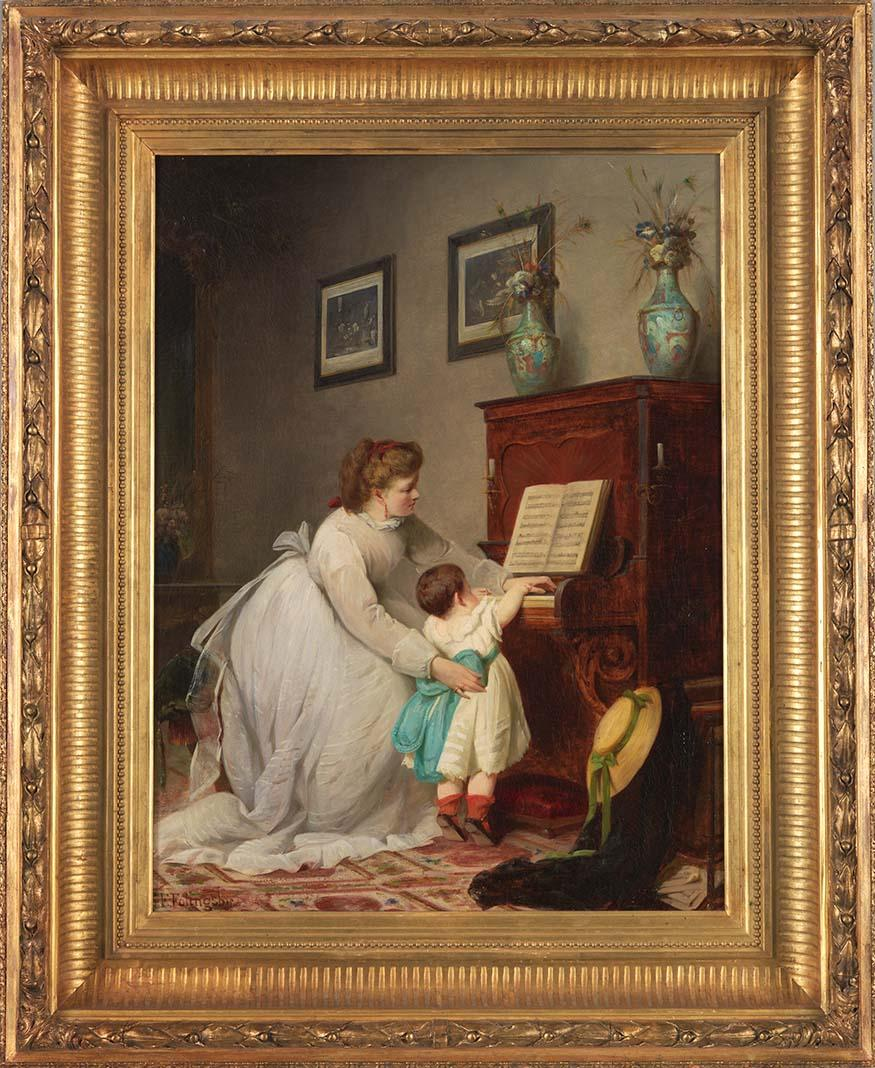
Die erste Lektion, 1869

1878 beschloss George Folingsby, Europa zu verlassen und nach Victoria (Australien) zu gehen. Nachdem die National Gallery of Victoria bereits 1864 Folingsbys Gemälde Bunyan im Gefängnis erworben hatte (eines der ersten dreizehn Gemälde der neuen Sammlung), gaben die Trustees ein weiteres Werk für 500 £ bei Folingsby in Auftrag. George Folingsby machte sich schnell einen Namen als Porträtist und wurde zum Prüfer für Kunstlehrer ernannt. Man bot ihm eine Stelle als Master in the School of Painting an der Galerie an und er wurde am 1. Juni 1882 mit einem Gehalt von 600 £ eingestellt. Im September wurde er Direktor der National Gallery of Victoria.
George Folingsby organisierte den Kunstunterricht an der Akademie in Melbourne völlig neu. Die Studenten kopierten keine Gemälde mehr, sondern zeichneten und malten direkt nach dem Leben, nach dem Vorbild der Münchner Schule. Sie beschäftigten sich mit akademischen Studien der Antike und des Stilllebens und gingen zu Kompositionsstudien über. Die getrennten Schulen des Zeichnens und Malens wurden aufeinander abgestimmt. Folingsby riet nicht vom Skizzieren im Freien ab, bevorzugte aber die Ausführung im Atelier (Zitat): The man who paints landscape in open air is a fool’ („Der Mann, der Landschaften im Freien malt, ist ein Narr“). Als anspruchsvoller und kompetenter Lehrer vermittelte er die Grundlagen der Kunst und eine disziplinierte Arbeitsweise. Im November 1883 initiierte er jährliche Studentenausstellungen. Auf seinen Rat hin wurde 1887 ein Reisestipendium eingeführt. Seine Studentenausstellungen wurden von der Presse gelobt, doch wurde er später dafür kritisiert, dass er die Münchner Technik der Malerei mit Bitumen lehrte. Zu seinen Schülern gehörten Frederick McCubbin, David Davies, John Longstaff, Rupert Bunny, Emanuel Phillips Fox und Aby Altson. George Folingsby wurde von seinen Schülern sehr geschätzt, aber seine akademischen Methoden wurden als abträglich für die Landschaftsmalerei angesehen.

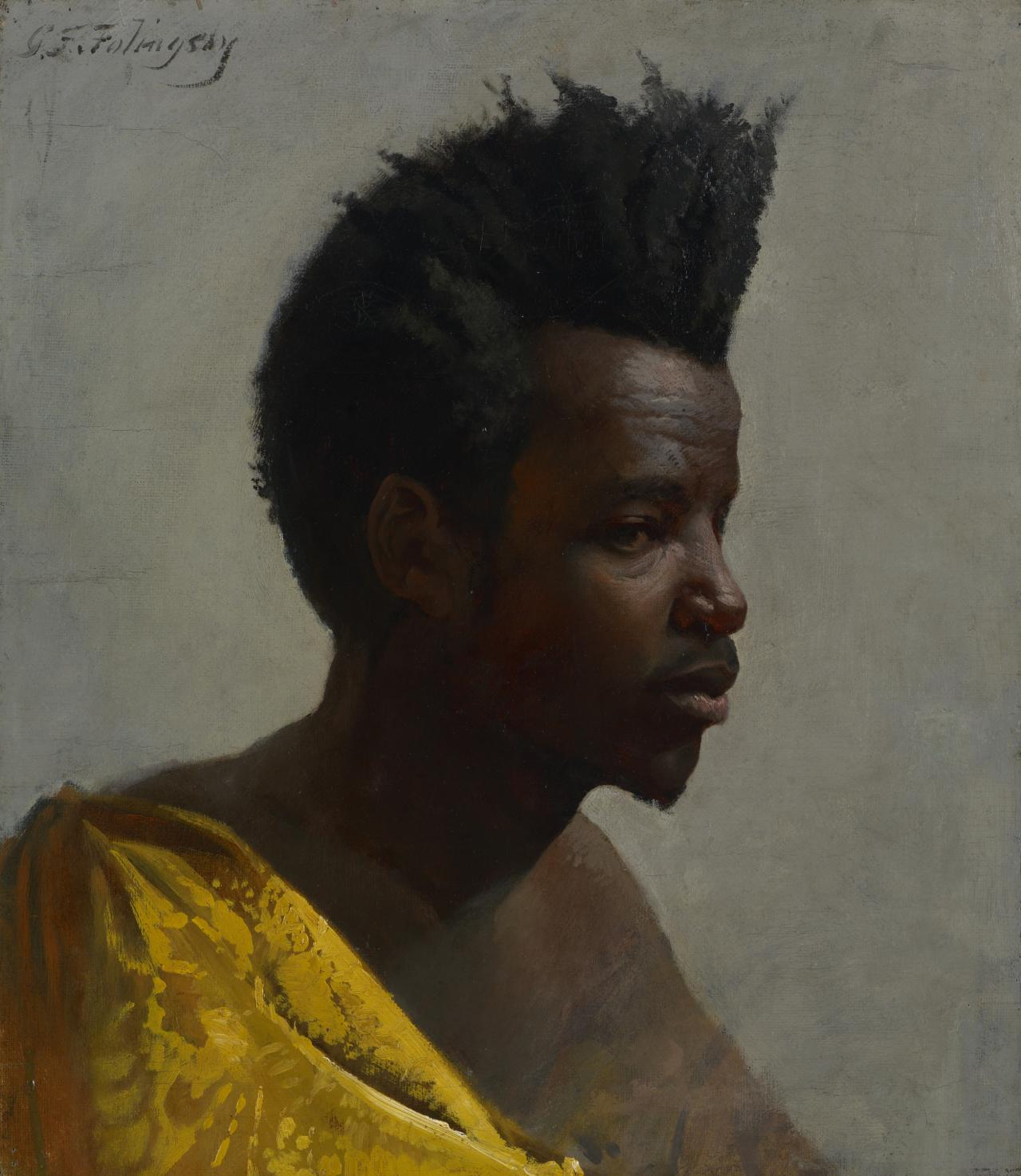
Porträtstudie eines Afrikaners, etwa 1875

Als Direktor reorganisierte Folingsby die National Gallery of Victoria und beriet die Kuratoren bei Ankäufen. Er beendete die häufige Reinigung und Restaurierung der Gemälde und beschaffte die dringend benötigten Ateliers für die Kunstschule. Als Maler engagierte er sich nicht in lokalen Kunstorganisationen, stellte aber im März 1883 in der Victorian Academy of Art aus und war 1887 auf Einladung für kurze Zeit Mitglied der Australian Artists' Association.
George Folingsby starb am 4. Januar 1891. Er wurde auf dem Friedhof der Church of England in Kew, Melbourne, beigesetzt.

## Werk
Die National Gallery of Victoria besitzt Folingsbys Gemälde Bunyan im Gefängnis und Erste Begegnung zwischen Heinrich VIII. und Anne Boleyn sowie verschiedene Studien, darunter Landschaftsbilder. Seine Werke sind realistisch gemalt, sorgfältig arrangiert und minutiös ausgeführt; einige seiner Studien sind frei und spontan. In der historischen Sammlung der La Trobe Library in Melbourne befinden sich seine Porträts von William Saurin Lyster (1883), Sir Charles Sladen (1884) und James Service (1886); die Mitchell Library in Sydney besitzt sein Porträt von Sir Hercules Robinson. 
Folingsbys Ehefrau Clara, geborene Wagner, war zu ihrer Zeit eine bekannte Landschaftsmalerin und ist in der National Gallery of Victoria mit 71 Werken (vorwiegend Landschaftsstudien) vertreten.